# Helsingborg
Helsingborg és una ciutat i un munipici de la comarca d'Escània a Suècia situat al costat de l'estret d'Öresund. Helsingborg també és el munipici que està situat més a prop de Dinamarca a Suècia.

## Galeria d'imatges

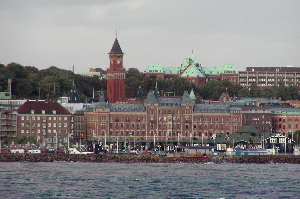
Helsingborg vista des del mar
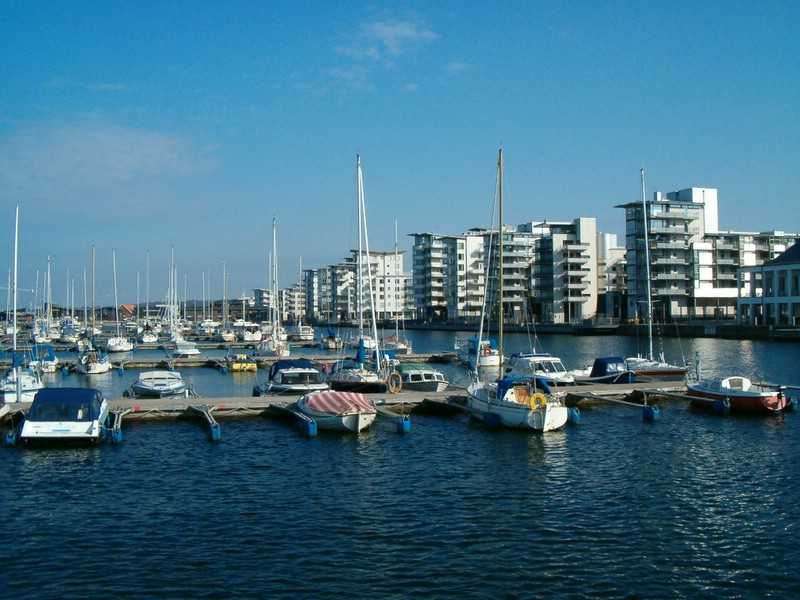
Petit port a Helsingborg
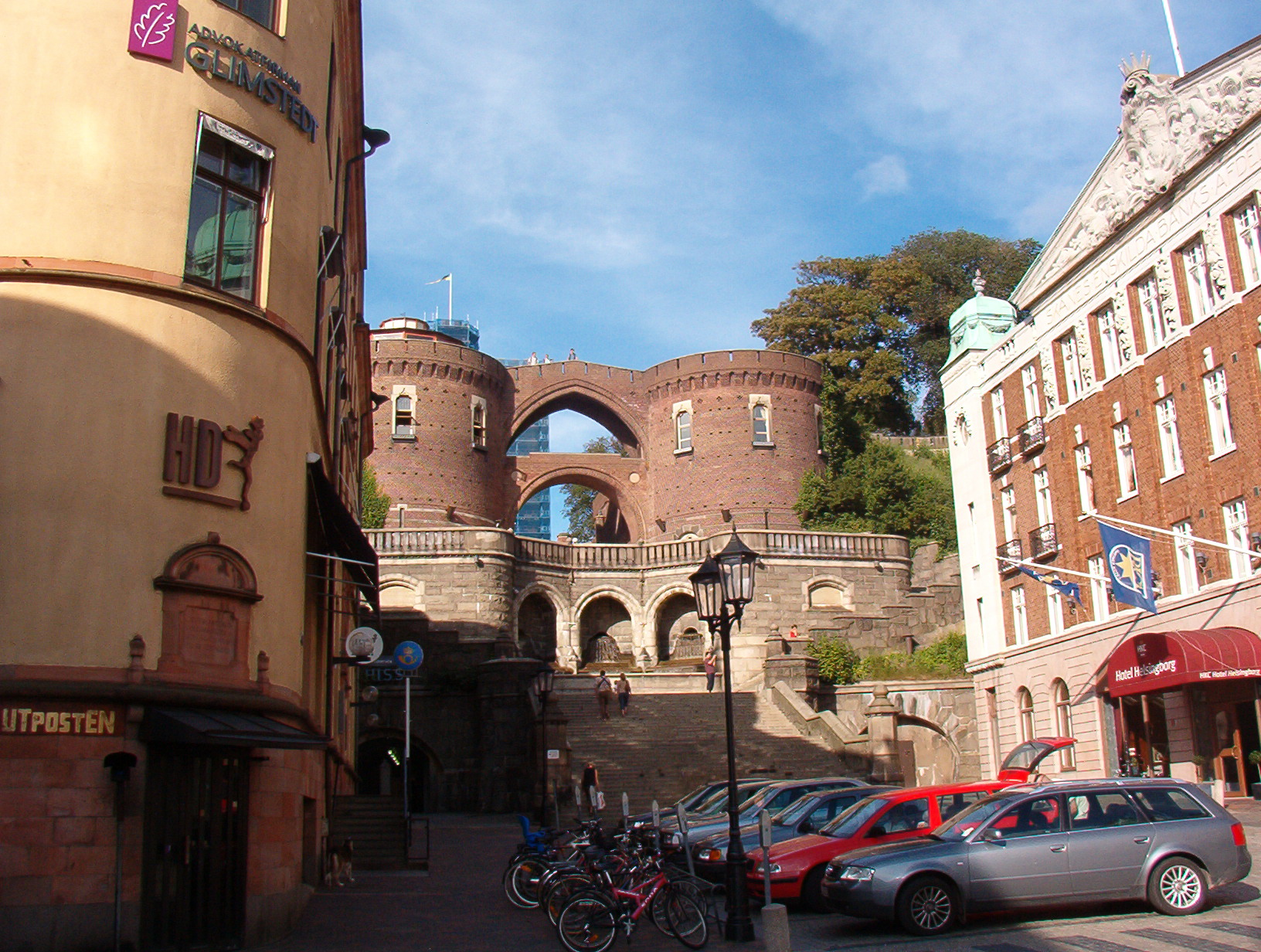
Escala a prop del port pujant cap a la torre de Kärnan
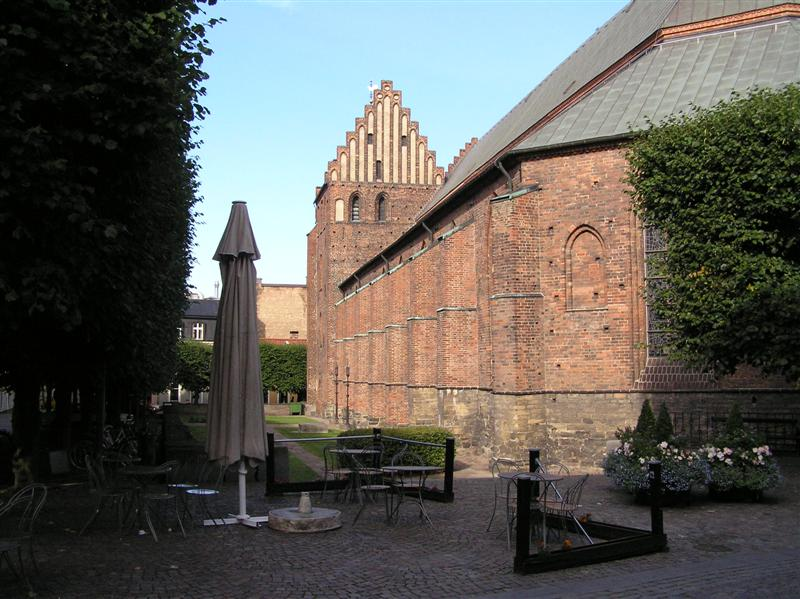
L'església de Santa Maria